# Emalahleni (Prowincja Przylądkowa Wschodnia)
Emalahleni – gmina w Republice Południowej Afryki, w Prowincji Przylądkowej Wschodniej, w dystrykcie Chris Hani. Siedzibą administracyjną gminy jest Lady Frere.